# Nadine Al Shaikh
Nadine Al Shaikh é uma artista e proprietária de uma galeria, originária do Barém.

## Biografia
Al Shaikh nasceu e cresceu em Tubli, no Barém. O seu pai, Bahraini Ali Shaikh, era professor de arte no Ministério da Educação. Al Shaikh abriu a sua primeira galeria de arte em Umm Al Hassam em 2007, e uma segunda galeria em Ghufool em 2008. Ela hospeda a exposição anual de Artistas Femininas do Barém nas suas galerias.